# Kaniarémé

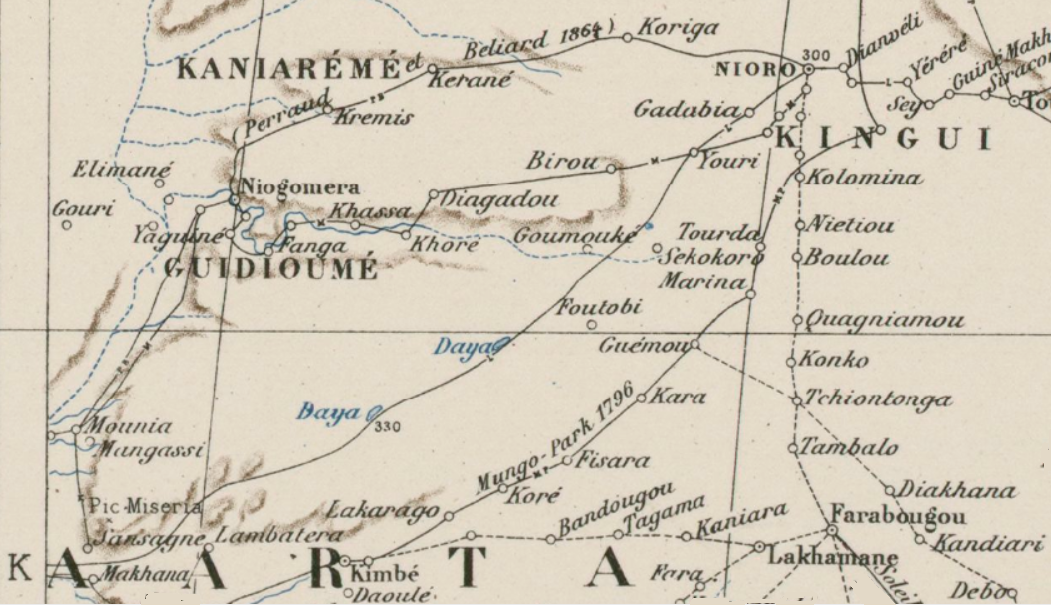
Mapa de Kaniarémé, Guidioumé i Kingui

Kaniarémé és una regió tradicional de Kaarta a la part occidental, al nord del Diafounou i a l'oest de Nioro. La població principal és Kerané o Kirané. Està creuada pel riu Oumoulbohoro.
El 1891 les províncies de Kaniarémé i Guidioumé, a l'oest de Kaarta, estaven agitades; alguns caps locals refusaven la pau colonial establerta després de la conquesta recent i s'havien unit a l'almamy Abdoul-Boubakar de Futa Toro que s'havia aixecat contra els francesos el setembre de 1890; els rebels van atacar i cobrar impostos en molts pobles; operaven entre Yélimané i el Futa, i van arribar a actuar fins prop de Bakel. Les forces franceses van liquidar la revolta